# Banyamulenge
Banyamulenge, även mulenge, är en folkgrupp i östra delen av Kongo-Kinshasa. Banyamulenge är ett tutsifolk och är besläktat med tutsierna i Rwanda och Burundi. De pratar kinyarwanda, franska, engelska och swahili. Banyamulenge bedöms ha flyttat från Rwanda till det som idag är provinsen Södra Kivu i Kongo under 1700- och 1800-talen, och en del banyamulenge flyttade till provinsen Katanga med början 1967–1969. Trots många år i Kongo behöll detta folk sin kultur och sitt språk. De blandades aldrig med andra folkgrupper i Kongo.  
Banyamulenge är en folkgrupp men består av olika klaner, Abagorora, Abasita, Abasinzira, Abanyabzishi, Abahayahashunga, Abega, Abazigaba, med flera.
Inom klanerna finns det hövdingar som man vänder sig till då det uppkommer problem. Banyamulengefolkets utsatta politiska situation bidrog till starten av första Kongokriget 1996 och andra Kongokriget 1998, och är fortsatt orsak till stridigheter även efter krigsslutet 2003. En del kongoleser vill inte erkänna banyamulenge som medborgare utan hänvisar att de ska tillbaka till Rwanda trots att de sedan länge är bosatta i Kongo, vilket är en stor orsak till konflikter. Kända kongolesiska regeringsmedlemmar tillhörande denna folkgrupp är Muller Ruhimbika, Azarias Ruberwa, Bizima Karaha, Jean Scohier Muhamiriza med flera.   
Antalet banyamulenge har uppskattats till mellan 50 000 och 400 000.